# La Chapelle-Montligeon
La Chapelle-Montligeon è un comune francese di 659 abitanti situato nel dipartimento dell'Orne nella regione della Normandia.

## Società

### Evoluzione demografica
Abitanti censiti